# تحلیل شبکه‌های اجتماعی

مثالی از نمودار یک شبکه اجتماعی

شبکه‌های اجتماعی، شبکه‌ای متشکل از افراد، گروه‌ها و ارتباطات بین آن‌ها است. افراد و گروه‌های عضو آن گره‌ها را تشکیل می‌دهند و وابستگی‌های بین این افراد مانند دوستی، خویشاوندی، تجارت، علایق مشترک و غیره یال‌های بین گره‌ها را تشکیل می‌دهند. با بیشتر شدن گره‌ها و یال‌های بین آن‌ها شبکه هم پیچیده‌تر می‌شود و می‌توان با آنالیز شبکه آن‌ها را تحلیل و بررسی کرد.

## معیارهای اندازه‌گیری
- Betweenness: تعداد افرادی در شبکه که یک شخص به‌طور غیر مستقیم از طریق خطوط مستقیم آن‌ها متصل شده‌است.
- Closeness: تنوع مجموعه کوتاهترین مسیرها بین هر فرد و دیگر افراد در شبکه.
- Centrality degree: محاسبه میزان پیوندهایی که فرد با دیگر افراد در شبکه دارد.
- Centralization: تفاوت بین تعداد پیوندها برای هر گره تقسیم‌شده توسط بیشترین مجموع تفاوت‌ها. یعنی در یک شبکه همیشه گره‌هایی وجود دارند که نسبت به دیگر گره‌ها تعداد پیوندهای بیشتری دارند. در شبکه‌ای دچار عدم تمرکز است تفاوت کمی بین پیوندهای هر گره وجود دارد.
- Cohesion: اشاره به درجه‌ای دارد که افراد به‌طور مستقیم با همدیگر ارتباط دارند.
- Path length: مسافت بین هر دو گره در یک شبکه را می‌گویند، میانگین Path length در واقع میانگین مسافت‌های بین تمامی جفت گره‌ها است.
- Structural hole: تعداد کمی از افراد که اگر از گروه خارج شوند گروه از همدیگر جدا می‌شوند و اتصالات قطع می‌شود.[۱]

## نرم‌افزارهای آنالیز
نرم‌افزارهای تجزیه و تحلیل شبکه اجتماعی جهت شناسایی، تجزیه و تحلیل، تجسم و شبیه‌سازی گره‌ها و یال‌ها از انواع مختلف داده‌های ورودی (رابطه‌ای و غیر رابطه‌ای)، از جمله مدل‌های ریاضی شبکه‌های اجتماعی است.
ابزار تجزیه و تحلیل شبکه به محققان اجازه می‌دهد تا شبکه‌هایی با اندازه‌های مختلف (شبکه‌های کوچک مانند خانواده و شبکه‌های بزرگ مانند اینترنت) را بررسی کنند این نرم‌افزارها با فراهم آوردن ابزارهای مختلف اجازه اعمال رویه‌های ریاضی و آماری را روی مدل شبکه می‌دهند.
این نرم‌افزارها با نمایش‌های بصری شبکه‌های اجتماعی به درک و تحلیل نتایج کمک زبادی می‌کنند.
مجموعه‌ای از ابزارها و کتابخانه‌های تجزیه و تحلیل شبکه‌های اجتماعی
یکی از بهترین ابزارها برای نظارت بر شبکه‌های اجتماعی و کنترل هشتگ‌ها، منشن‌ها، تعاملات و کلمات کلیدی Hootsuite است. علاوه بر این با ابزار Hootsuite می‌توان بلافاصله از یک داشبورد به تعاملات و منشن‌ها دسترسی داشت.
Talkwalker یکی از ابزارهای قدرتمند سوشال لیسنینگ است که وبلاگ‌ها، انجمن‌ها، فیلم‌ها، سایت‌های خبری، سایت‌های بررسی و شبکه‌های اجتماعی را در یک داشبورد تجزیه‌وتحلیل می‌کند.
| نام                                                      | کاربرد اصلی | فرمت فایل وردی                                                                               | فرمت فایل خروجی | Platform                                                    | قیمت |
| -------------------------------------------------------- | --- | -------------------------------------------------------------------------------------------- | --- | ----------------------------------------------------------- | --- |
| AutoMap                                                  | Network Text Analysis | .txt                                                                                         | DyNetML,.csv | Any (it's in Java)                                          | Freeware for non-commercial use |
| CFinder                                                  | Finding and visualizing communities | .txt                                                                                         | .txt,.pfd,.ps,.svg,.svg,.emf,.gif,.raw,.ppm,.bmp,.jpg,.png,.wbmp                                                             | Linux, Mac OS X، Windows, Solaris                           | Freeware for non-commercial use |
| Commetrix                                                | Dynamic network visualization & analysis | Commetrix-Files, direct import from data sources/DB's, (standard DB and File Specs upcoming) | CSV Tables for SNA Metrics over time,(Graph Videos per Screencast), Keywords, Graphs, etc. in GUI                            | Any system supporting java (developed for Windows Platform) | Free trial, commercial licenses, free research collaboration (in beta-user group)،                                                                               |
| Detica NetReveal                                         | Social Network Analysis for insurance or banking fraud, crime detection, intelligence, tax evasion, border control and network risk based targeting | csv, txt, XML and databases                                                                  | csv, txt, XML and native Oracle database                                                                                     | Any system supporting Java                                  | Commercial |
| DyNet                                                    | Data analysis | *.agf(proprietary)، *.net(pajek)، *.txt                                                      | *.agf(proprietary)، *.net(pajek)، *.txt                                                                                      | ?                                                           | Proprietary(starting from $3000/user) |
| Active Development Explanation EgoNet                    | Ego-centric network analysis | Conducts interviews or takes any valid XML file                                              | Output to CSV and convertible to almost any other format                                                                     | Any system supporting Java                                  | Open Source, seeking contributors |
| EveSim                                                   | EvESimulator | XML, SimCase                                                                                 | XML | Any system supporting Java                                  | Open Source |
| Financial Network Analyzer (beta)                        | Tool for building and analyzing network time series                                                                                                 | *.txt                                                                                        | *.txt، *.net (Pajek) | Any system supporting Java 1.6                              | Open Source (GPL) |
| Gephi                                                    | Graph exploration and manipulation software | *.net(pajek)، *.gdf(guess)، *.graphml، *.xgmml، *.gexf(gephi xml format), some databases     | *.gdf(guess)، *.gexf(gephi xml format)                                                                                       | Any system supporting Java 1.6 and OpenGL                   | Open Source (GPL3)، seeking contributors |
| Idiro SNA Plus                                           | Social network analysis tool with a particular focus on telecoms and other larger networks                                                          | R proprietary format                                                                         | R proprietary format | Windows, Linux                                              | Software-as-a-service license |
| بایگانی‌شده در ۲۵ ژانویه ۲۰۱۰ توسط Wayback Machine igraph | Analysis and visualization of very large networks                                                                                                   | .txt (edge list),.graphml,.gml,.ncol,.lgl,.net                                               | .txt (edge list),.graphml,.dot..gml,.ncol,.lgl,.net                                                                          | Windows, Linux, Mac OS X                                    | Open source (GNU GPL) |
| iPoint                                                   | Analysis and visualization of social networks trends, geo-location, age, gender and sentiment                                                       | Take any valid XML                                                                           | XML, Flex | Windows, Linux, Mac OS X                                    | Commercial |
| InFlow                                                   | Interactive network mapping and network metrics in one integrated application for social and organizational network analysis.                       | Easy data import from Microsoft Office[PC/MAC] and CSV files                                 | Export graphics to Microsoft Office [PC/MAC] -- Powerpoint, Word, Visio—and network files to interactive Java applet for WWW | Windows 2000، XP, Vista                                     | Commercial, Site, and Academic licenses available. Training & Mentoring in social network analysis, data gathering, and software application, is also available. |

## تئوری ۶ درجه جدایی
شش درجه جدایی به این ایده اشاره دارد که اگر فاصله هر فرد را از تمام افرادی که مستقیماً می‌شناسد یک گام در نظر بگیریم و این فاصله را برای تمام افرادی که با یک نفر واسط با آن آشنایی دارد دو گام در نظر بگیریم آنگاه میانگین فاصله هر دو نفر در کره زمین ۶ گام است.
در سال ۲۰۰۱ Duncan Watts استاد دانشگاه کلمبیا تصمیم گرفت این تئوری را با استفاده از اینترنت و پست الکترونیک انجام دهد. او آزمایش خود را با ۴۸۰۰۰ نامه و ۱۹ گیرنده در ۱۵۷ کشور مختلف دنیا شروع کرد. وی متوجه شد که میانگین (نه ماکزیمم) افراد واسط تقریباً ۶ بوده‌است.
در سال ۲۰۰۹ سایتی به نام Glacir برای بررسی تئوری ۶ درجه جدایی ساخته شد که نه تنها فاصله شما را با دیگران مشخص می‌کرد بلکه نحوه ارتباط شما با اخبار جهان را هم نمایش می‌داد.
برنامه‌ای در facebook به نامSix Degrees توسط Karl Bunyan، تهیه شده‌است که می‌تواند فاصله بین افراد را محاسبه کند. این برنامه بیش از ۵٫۸ میلیون کاربر دارد. میانگین فاصله میان تمام اعضا ۵٫۷۳ است که ماکزیمم آن ۱۲ می‌باشد. بعد از اکتبر ۲۰۰۹ این برنامه دیگر در دسترس نیست.

### مایکروسافت و ۶ درجه جدایی
در سال ۲۰۰۷ درآزمایشی توسط دو محقق مایکروسافت به نام‌های Eric Horvitz و Jure Leskovec انجام شد. آن‌ها ۳۰ میلیارد مکالمه را که توسط پبام‌رسان مایکروسافت در طور یک ماه رد و بدل شده بود را بررسی کردند. آن‌ها به این نتیجه رسیدند که میانگین فاصله بین کاربران پیام‌رسان مایکروسافت ۶٫۶ است (که بعدها باعث شد عده این نام تئوری را به ۷ درجه جدایی تغییر نام دهند) و حداکثر فاصله میان دو نفر ۲۹ می‌باشد.
آمارها نشان می‌داد که تا آن زمان پیام‌رسان مایکروسافت ۲۴۰ میلیون کاربر داشت که در دوره آزمایش ۱۸۰ میلیون نفر از این کاربران حداقل یک بار از پیام‌رسان مایکروسافت استفاده کردند. همچنین مشخص شد که به‌طور متوسط هر روز ۹۰ میلیون کاربر از پیام‌رسان مایکروسافت استفاده کردند و که روزانه تقریباً یک میلیارد پیام بین کاربران جابجا می‌شد. در طول دروه آزمایش ۱۷۵۱۰۹۰۵ حساب جدید ساخته شد.
این آزمایش با بررسی ۳ نوع داده صورت گرفت:
- اطلاعات حضور و غیاب شامل اطلاعات login,logout، تغییر status تعداد افرادی که به فهرست دوستان اضافه شده و…
- اطلاعات مکالمات شامل session id, user id، زمان شروع مکالمه، زمان پایان مکالمه، تعداد پیام‌هایی که رد وبدل شده و…
- اطلاعات کاربر شامل سن، جنسیت، مکان جغرافیایی (با استفاده از آدرس IP) زبان، آدرس IP

برای انجام این آزمایش روزانه حدود ۱۵۰ گیگابایت اطلاعات به صورت فشرده ذخیره و پردازش می‌شد که در مجموع در انتهای آزمایش حجم اطلاعات به ۴٫۵ ترابایت رسید. برای پردازش این اطلاعات از سرورهایی با ۸ cpu و ۳۲ گیگابایت رم استفاده شد که ۱۲ ساعات به طول انجامید.
نتایج نشان می‌داد:
- کاربران مکالمات بیشتر و طولانی تری با افرادی که از نظر سنی با آن‌ها مشابه‌اند انجام می‌دهند.
- تعداد مکالمات با افزایش فاصله جغرافیایی میان طرفین کاهش می‌یافت.
- اتصالاتی که فاصله جغرافیایی طرفین آن بیشتر بود طولانی‌تر بودند.

همچنین با توجه به نتایج بدست آمده آن‌ها یک گراف غیر جهت‌دار ساختند که در آن هر گره به عنوان یک حساب کاربری و هر یال نیز نشان دهنده ارتباط میان دو حساب کاربری بود. به‌طوری‌که اگردر طول آزمایش حداقل یک پیام بین دو حساب مبادله شده بود آن دو گره را با یک یال به هم متصل می‌ساختند. حاصل این کار گرافی را به وجود آورد که گراف ارتباطات نامیده شد. این گراف ۱۸۰ گره و ۱٫۳ میلیارد یال داشت.
در ادامه گراف دیگری ساختند که هر گره آن یک حساب کاربری و هر یال بین دو گره نشان دهنده این بود که این دو نفر در فهرست دوستان یکدیگر در پیام‌رسان مایکروسافت هستند. گراف حاصل را گراف کاربران نامیدند که ۲۴۰ میلیون راس و ۱٫۹ میلیارد یال داشت.
گراف کاربران نشان می‌داد که هر کاربر به‌طور میانگین ۵۰ دوست دارد و تعداد گره‌های ایزوله کمتر از یک دهم درصد کل گرهٰها بود.

## پایگاه‌های مرتبط
1. NetWiki
2. https://web.archive.org/web/20100111203211/http://www.orgnet.com/cases.html
3. New Political Patterns
4. Network Analysis